# Франтішек Фадрхонк

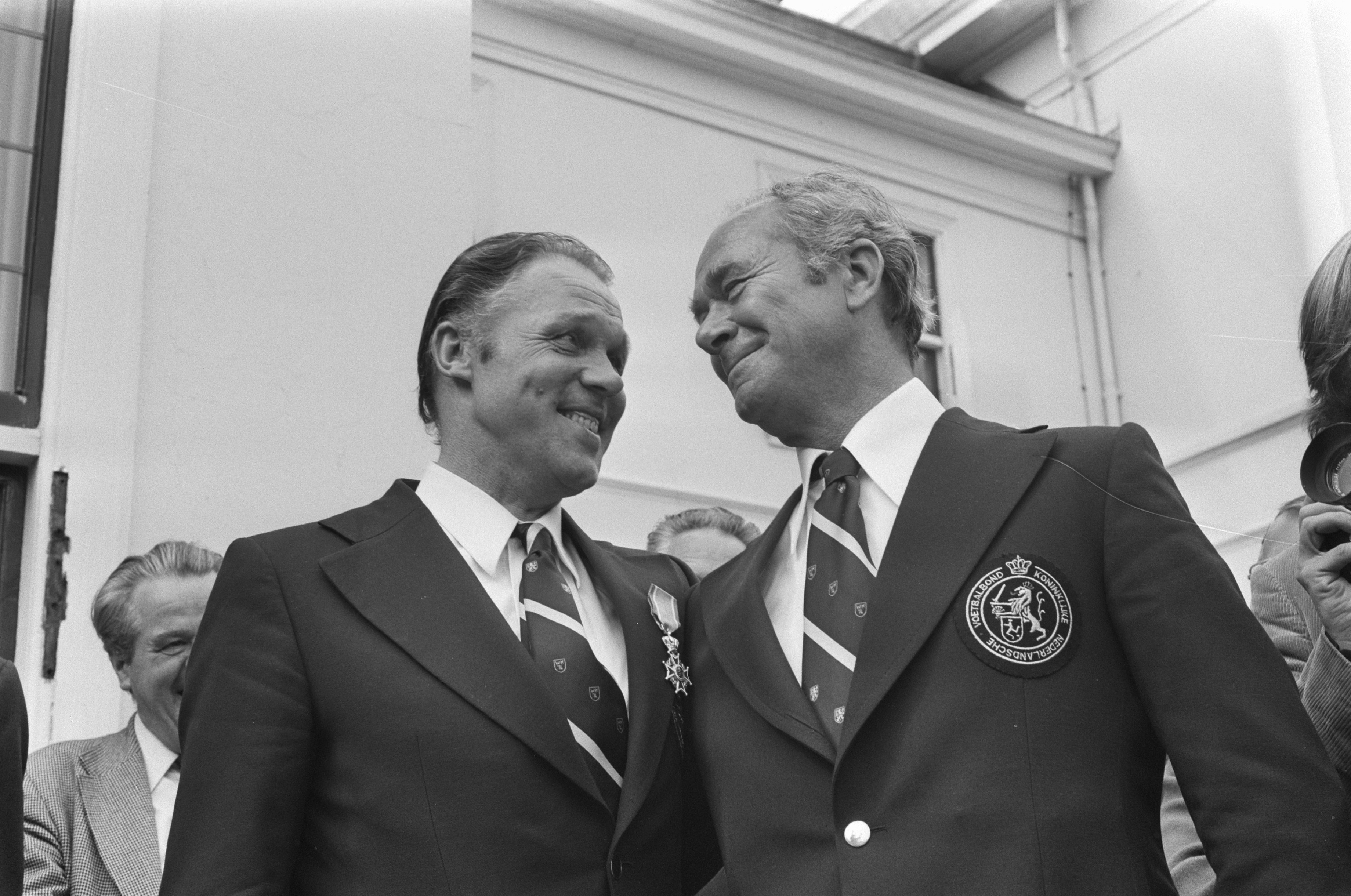
Фадрхонк і Міхельс у 1974 році

Франтішек Фадрхонк (чеськ. František Fadrhonc / нім. František Fadrhonc; нар. 18 грудня 1914, Німбурк, Австро-Угорщина — пом. 9 жовтня 1981, Нікосія, Кіпр) — чеський футбольний тренер.

## Ранні роки
Народився в Німбурці, а в 1932 році закіняив місцеву середню школу. Потім здобував спортивну освіту в Празі, а після її закінчення працював викладачем спорту в Карловому університеті в Празі та в Вищій школі Масарика. Отримав ступінь доктора філософії. Працював масажистом збірної Чехословаччини і 21 вересня 1947 року очолив її на заміну Іржі Піхлера в матчі проти Румунії. Після того, як в лютому 1948 року Комуністична партія прийшла до влади, Фадрхонк емігрував спочатку до Австрії, а потім до Нідерландів у 1949 році.

## Кар'єра тренера
У Нідерландах Фадрхонк тренував з 1949 по 1956 рік «Віллем II», з яким ставав чемпіоном Нідерландів у 1952 та 1955 роках. Наступною його зупинкою був «Енсхед», з яким він зрівнявся на першому місці з ДОСом в 1958 році. Вирішальний матч «Енсхед» програв з рахунком 0:1. У 1962 році приєднався до «Гоу Егед Іглз», який привів команду до фіналу Кубку Нідерландів 1965 року. Незважаючи на те, що команда програла роттердамському «Феєнорду», вона все одно грала в Кубку володарів кубків 1965/66, оскільки «Феєнорд» також став і чемпіоном Нідерландів. «Гоу Егед» зазнав невдачі в першому раунді проти «Селтіка».
Фадрхонц отримав нідерландське громадянство в 1966 році і став тренером національної збірної Нідерландів 1 червня 1970 року. Незважаючи на те, що він зміг пройти кваліфікацію на чемпіонат світу 1974 року з Ельфталом, Рінуса Міхельса призначили виконувачем обов'язків головного тренера. Дует Міхельс-Фадронк вивів Нідерланди до фіналі, де команда поступилася (1:2) господарям турніру Німеччини.
Фадрхонк поїхав до Греції після завершення чемпіонату світу 1974 року і тренував афінський АЕК, який вивів до півфіналу Кубку УЄФА 1976/77. Однак невдовзі після цього, у жовтні 1977 року після поразки в другому турі від головного суперника «Олімпіакоса» звільнений з займаної посади. Під керівництвом його наступника Златка «Чіки» Чайковського АЕК виграв у вище вказаному сезоні «золотий дубль», виграли національний чемпіонат та кубок. Після короткого перебування в Патрах на посаді тренера «Панахаїкі», у березні 1980 року його повернув АЕК як помічник тренера. У сезоні 1981/82 року прийняв пропозицією «Керавнос Строволу» (Нікосія) з Кіпру. Його реквіємом стала перемога на початку сезону. За два дні до другого туру 9 жовтня 1981 року у нього сталася зупинка серця. Похований 17 жовтня 1981 року в Гойрл

## Пам'ять

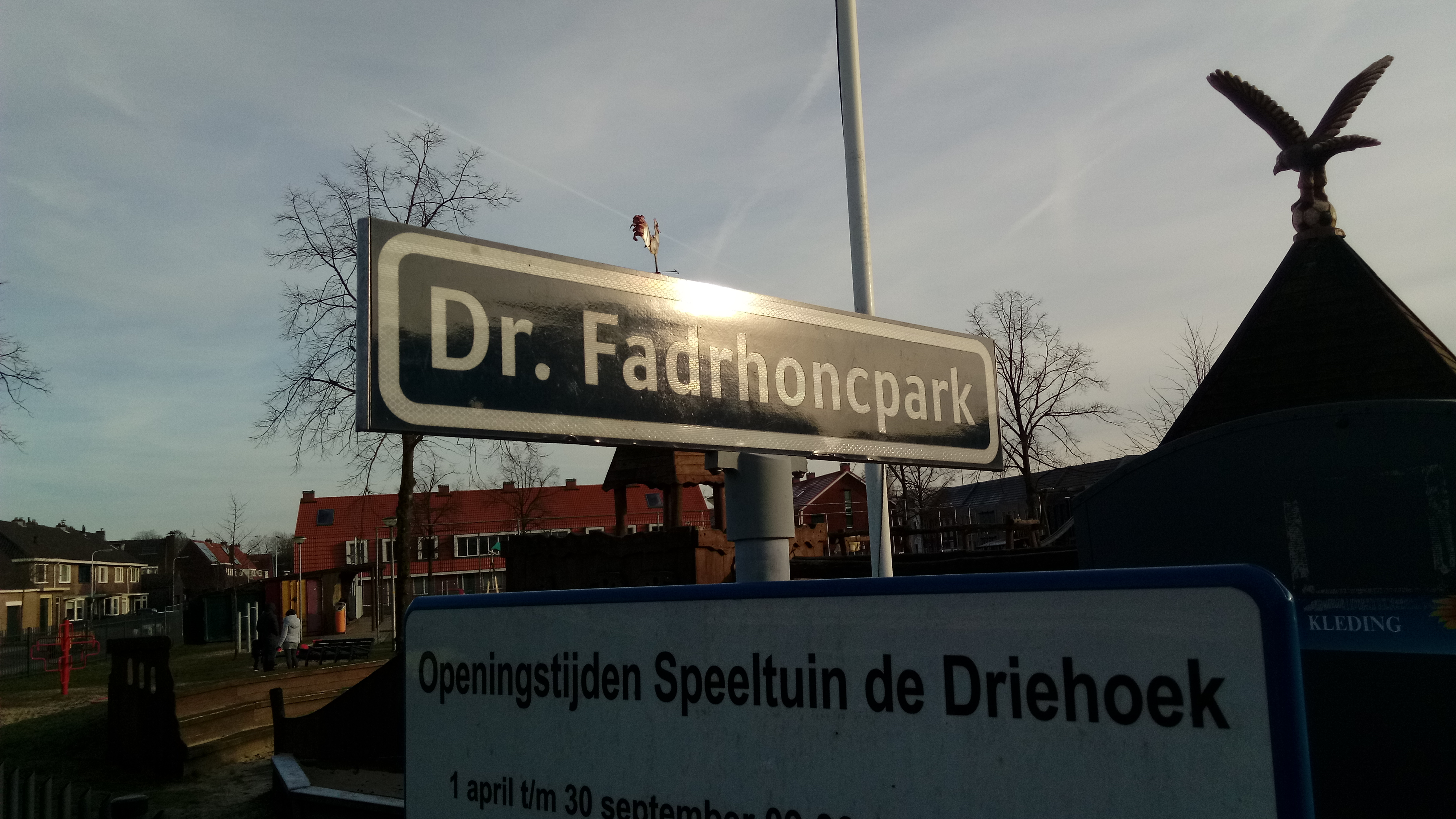
Доктор Фадрхонкпарк, Deventer (2019)

У Девентері парк з ігровим майданчиком названий на честь Фадронка: Девентер.

## Досягнення
«Віллем II»
- Ередивізі
  -  Чемпіон (2): 1951/52, 1954/55